# It Ain't Me, Babe (journal)
Pour les articles homonymes, voir It Ain't Me, Babe (homonymie).
It Ain't Me, Babe était un journal publié en 1970 par l'association féministe Berkeley Women’s Liberation. Le premier numéro date du 15 janvier 1970. Il est suivi de quinze autres, voire davantage, mais sa parution aura duré moins d'un année.

## Présentation
Ce périodique a été décrit comme « le premier journal féministe »,, toutefois cela n'est vrai que dans le cadre de la deuxième vague féministe aux États-Unis.
Les collaboratrices notables du journal sont des féministes comme Laura X (en) et l'autrice de comics Trina Robbins, qui a aussi participé à un volume spécial de comic book intitulé It Ain't Me, Babe.
Ce journal faisait la promotion d'un mouvement féministe décentralisé : « Nous devons nous souvenir que nous sommes un mouvement, pas une association. Notre mouvement peut se composer de nombreuses sociétés d'action aux orientations politiques variées, plutôt qu'une seule association qui aurait vocation à représenter les choix politiques de toutes ». Le journal appelait à la solidarité mondiale entre les femmes, critiquait la culture patriarcale, s'opposait aux interventions américaines en Asie du Sud-Est, soutenait l'autodéfense pour les femmes et publiait le témoignage direct d'un viol.